# Sinú
Sinú je rijeka u Kolumbiji. Ulijeva se u Karipsko more.